# Sbornaja
Als Sbornaja (russisch Сборная (verkürzt von Сборная команда), auf Deutsch: Sammelmannschaft, Auswahl) bezeichnet man im deutschen Sprachraum in Sportkreisen entweder
- die russische Eishockeynationalmannschaft
- die russische Fußballnationalmannschaft

oder die ehemalige
- sowjetische Eishockeynationalmannschaft
- sowjetische Fußballnationalmannschaft

Auf Russisch ist „Sbornaja“ der allgemeine Begriff für jede (auch fremde) Nationalmannschaft in einem Wettbewerb oder für eine Auswahlmannschaft, z. B. die Auswahlmannschaft eines Kontinents oder Berufs.